# La Rue-Saint-Pierre (Oise)
La Rue-Saint-Pierre is een gemeente in het Franse departement Oise (regio Hauts-de-France). De plaats maakt deel uit van het arrondissement Clermont. La Rue-Saint-Pierre telde op 1 januari 2022 860 inwoners.

## Geografie
De oppervlakte van La Rue-Saint-Pierre bedroeg op 1 januari 2022 8,68 vierkante kilometer; de bevolkingsdichtheid was toen 99,1 inwoners per km².

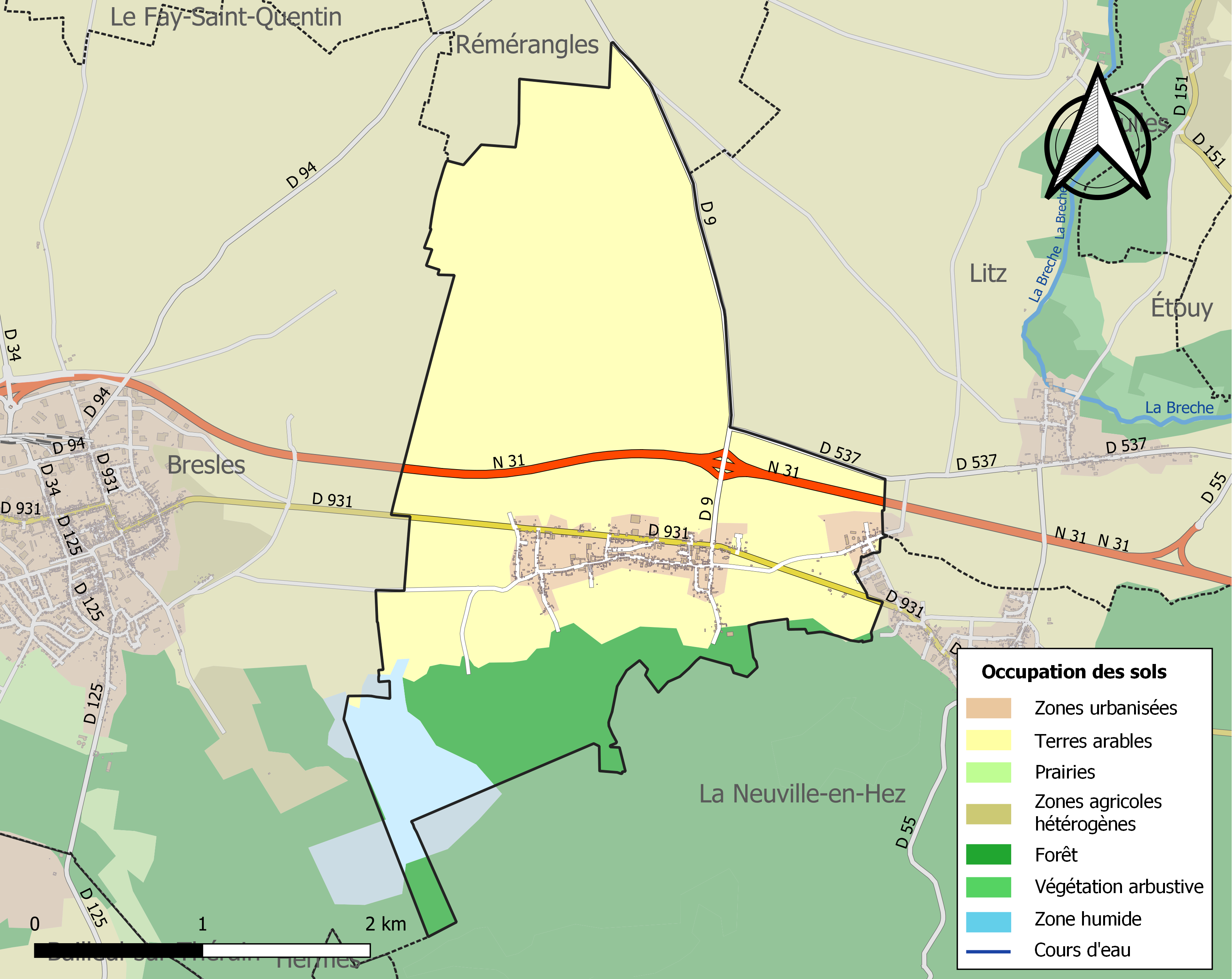
Kaart van de gemeente met belangrijkste infrastructuur, bodemgebruik en omliggende gemeenten

## Demografie
Onderstaande figuur toont het verloop van het inwonertal (bron: INSEE-tellingen).